# Lamacoscylus usingeri
Lamacoscylus usingeri là một loài bọ cánh cứng trong họ Cerambycidae.